# Заки, Гофран
Гофран Мохамед Ахмед Заки (араб. غفران زكي‎; род. 30 сентября 1992) — египетский тхэквондист, участник летних Олимпийских игр 2016 года, чемпион Африканских игр в категории до 68 кг, победитель чемпионата Африки 2016 года.

## Биография
Первым крупным турниром в карьере Гофрана Заки стали Средиземноморские игры 2013 года. Заки уверенно преодолел первый раунд соревнований, однако в четвертьфинале в упорной борьбе уступил действующему олимпийскому чемпиону из Турции Сервету Тазегюлю 9:10. В том же году молодой египтянин смог добраться до четвертьфинала мирового чемпионата в Пуэбле в категории до 68 кг, причём по ходу соревнований был побеждён посеянный под третьим номером британец Мартин Стампер. В 1/4 финала Заки встречался с испанцем Хосе Антонио Росильо и проиграл ему 7:15. В 2014 году Гофран выиграл свою первую значимую награду, став серебряным призёром чемпионата Африки. В финале египтянин уступил Джорджу Кобенану из Кот-д’Ивуара.
Осенью 2015 года Гофран Заки завоевал золотую медаль Африканских игр. Победную серию побед на континентальных турнирах Заки продолжил в 2016 году. В феврале Гофран, одержав четыре последовательные победы, выиграл африканский квалификационный турнир для участия в Олимпийских играх. В мае 2016 года на домашнем чемпионате Африки Заки также без поражений прошёл турнирную сетку и стал обладателем золотой медали в категории до 68 кг.
Перед началом Олимпийских игр египетский тхэквондист, согласно своему положению в мировом рейтинге, получил 7-й номер посева. В первом раунде соревнований в весовой категории до 68 кг Заки встретился с иорданским спортсменом Ахмадом Абугаушом. Поединок сложился довольно неожиданно и завершился разгромной победой иорданского спортсмена 9:1. В дальнейшем Абугауш победил двух титулованных тхэквондистов и вышел в финал соревнований, благодаря чему Заки получил право побороться за бронзовую медаль. Уже в первом раунде утешительного турнира египтянин столкнулся со вторым номером мирового рейтинга южнокорейцем Ли Дэ Хуном. Гофран не смог сотворить сенсацию и проиграл 6:14, заняв итоговое 7-е место.